# William Burges
 (avril 2022).
Si vous disposez d'ouvrages ou d'articles de référence ou si vous connaissez des sites web de qualité traitant du thème abordé ici, merci de compléter l'article en donnant les références utiles à sa vérifiabilité et en les liant à la section « Notes et références ».
William Burges, né le 2 décembre 1827 et mort le 20 avril 1881, est un architecte anglais de l'époque victorienne. Il cherche dans ses ouvrages à échapper au style industriel propre au XIXe siècle et à l'architecture néoclassique, sa pâte se rapprochant davantage des préraphaélites. Il est influencé par Viollet-le-Duc et il dira de lui "nous avons tous copié ses modèles"

## Biographie

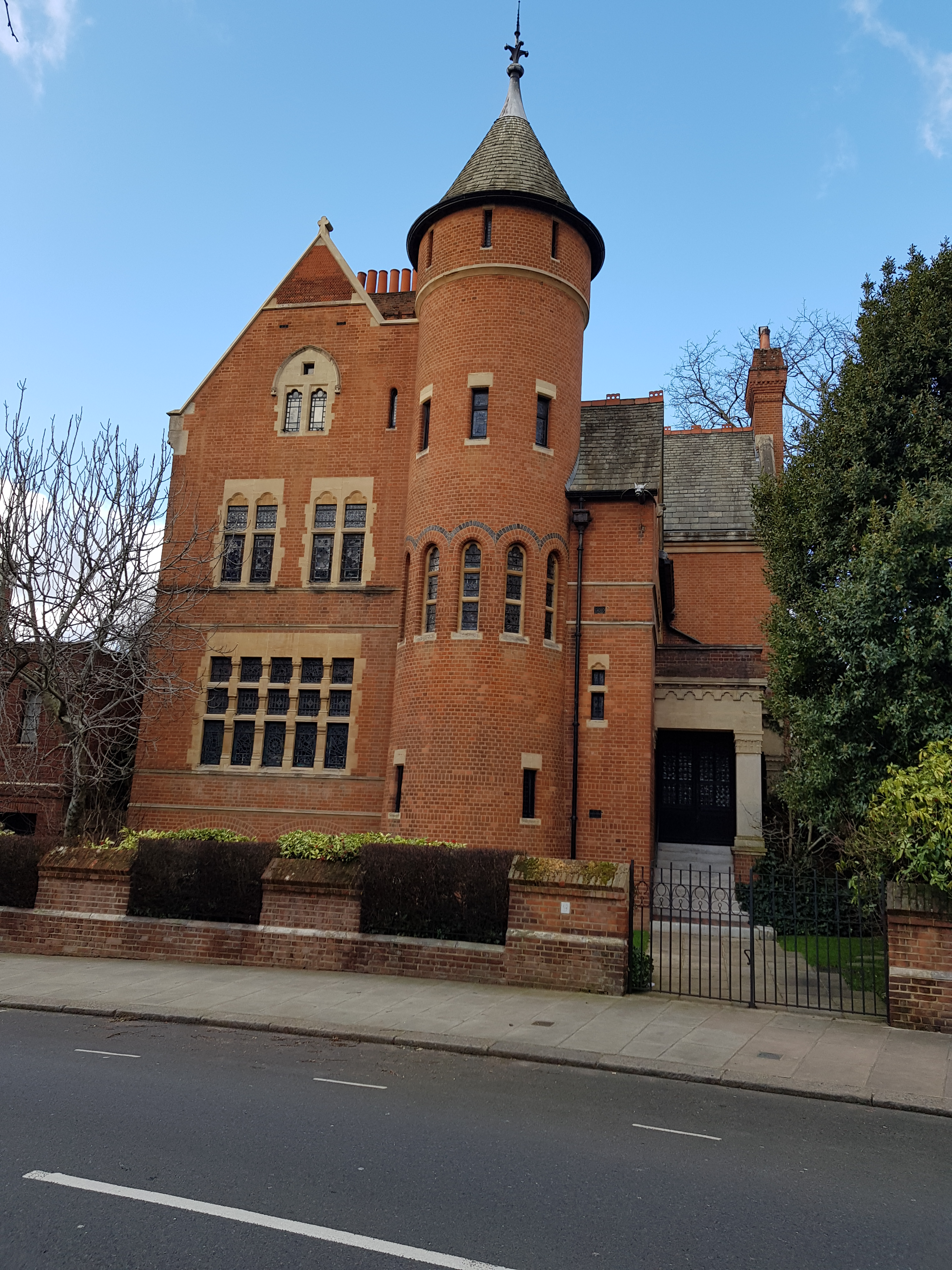
The Tower House, Melbury Road.

Burges naît le 2 décembre 1827, fils d'Albert Burges (1796-1886) un riche ingénieur civil. Alfred s'est constitué une véritable fortune, 113 000 $ à l'époque (soit l'équivalent de 11 296 540 $ en 2018). À sa mort, il permet ainsi à son fils de se consacrer aux études et à la pratique de l'architecture sans pour autant avoir la nécessité de travailler pour subvenir à ses besoins élémentaires.
Burges intègre le King's College School à Londres en 1839 pour y étudier l'ingénierie. Là-bas, il compte parmi ses camarades Dante Gabriel Rossetti et William Michael Rossetti. Il quitte cette école en 1844 pour rejoindre l'étude d'Edward Blore, géomètre à l'Abbaye de Westminster. Blore est un architecte confirmé ayant travaillé pour William IV et la reine Victoria et ayant construit sa réputation grâce à son style gothique. En 1848 ou 1849, Burges quitte Blore pour les bureaux de Matthew Digby Wyatt, un architecte connu pour son rôle majeur lors de la Grande Exposition de 1851.
La carrière de Burges est courte mais n'en est pas moins illustre : il obtient sa première commande pour la cathédrale Saint-Finbarr à Cork en 1862 à l'âge de 35 ans, et meurt à 53 ans dans sa demeure de Kensington, The Tower House. Son œuvre architecturale est réduite mais variée. Entouré d'une fidèle équipe d'artisans, il bâtit des églises, cathédrales, magasins, universités, écoles, maisons et châteaux.
Ses ouvrages les plus notables sont le château de Cardiff construit entre 1866 et 1928 et le château Coch (1872-91), tous deux érigés pour John Crichton-Stuart, 3e marquis de Bute, l'un de ses plus fameux mécènes.
Il travaille aussi sur Gayhurst House, Buckinghamshire (1858–65), Knightshayes Court (1867-74), the Church of Christ the Consoler (1870–76), St Mary's Studley Royal (1870–78) dans le Yorkshire, et Park House à Cardiff (1871–80).
Bon nombre de ses projets n'ont jamais été réalisés ou ont été très abîmés voire détruits. Ses candidatures aux appels d'offres pour les constructions des cathédrales de Lille (1854), Adélaïde (1856), Colombo, Brisbane (1859), Édimbourg (1873), et Truro (1878) ont toutes été rejetées. En 1866, il perd le marché de la Cour royale de justice sur The Strand face à George Edmund Street. Ses plans pour le réaménagement intérieur de la Cathédrale Saint-Paul (1870-77) sont abandonnés et il démissionne de son poste. Skilbeck's Warehouse (1865–66) est démolie dans les années 1970 et les travaux à la cathédrale de Salisbury (1855-59), au Worcester College d'Oxford (1873-79) et à Knightshayes Court sont perdus quelques décennies plus tard.
Au-delà de l'architecture, Burges s'essaye à la métallurgie, la sculpture, la joaillerie, l'ameublement et à l'art du vitrail. L'Art appliqué à l'Industrie, une compilation de cours qu'il dispense en 1864 à la Royal Society of Arts, illustre l'ampleur de ses idées et de ses œuvres. Les thématiques abordées sont celles de la verrerie, la poterie, le bronze et le fer, l'art du tissage et les aménagements architecturaux extérieurs.
Tout au long du siècle suivant sa mort, l'architecture victorienne n'est pas populaire et ne constitue pas un objet d'études approfondies. L'œuvre de Burges tombe ainsi très largement dans l'oubli. Néanmoins, le regain d'intérêt pour le style victorien à la fin du XXe siècle permet une appréciation nouvelle de son travail.